# Forbes (Dakota du Nord)
Pour les articles homonymes, voir Forbes (homonymie).
La ville américaine de Forbes est située dans le comté de Dickey, dans l’État du Dakota du Nord. Lors du recensement de 2010, sa population s’élevait à 53 habitants.

## Histoire
Forbes a été fondée en 1905.

## Démographie
| 1910 | 1920 | 1930 | 1940 | 1950 | 1960 |
| ---- | ---- | ---- | ---- | ---- | ---- |
| 221  | 293  | 265  | 268  | 204  | 138  |

| 1970 | 1980 | 1990 | 2000 | 2010 | - |
| ---- | ---- | ---- | ---- | ---- | - |
| 88   | 84   | 72   | 64   | 53   | - |

## Source
- (en) Cet article est partiellement ou en totalité issu de l’article de Wikipédia en anglais intitulé « Forbes, North Dakota » (voir la liste des auteurs).